# 이이첨
이이첨(李爾瞻, 1560년 ~ 1623년 3월 14일)은 조선 중기의 문신이자 외척이며, 임진왜란 때의 의병장이다. 본관은 광주(廣州). 자는 득여(得與), 호는 관송(觀松)· 쌍리(雙里)이다.
효행으로 광릉참봉에 제수되었으며, 1592년(선조 25) 임진왜란이 터지자 도망치지 않고 의병을 일으켜 일본군과 맞섰다. 1594년 별시 문과에 을과로 급제하고 다시 1598년(선조 31) 황해·평안 순검해운 암행어사로 다녀왔다.1599년 이조정랑이 되고, 북인이었다가 북인이 대북, 소북으로 나뉠 때는 대북에 가담했으며, 대북의 지도자였다.
선조 말기 왕가의 후사문제로 북인이 둘로 나뉘자 대북의 영수로 정인홍 등과 함께 광해군을 지지했으며, 영창대군을 세자로 옹립하려는 소북의 계획를 저지하였으며, 광해군 즉위 이후 류영경과 소북일파를 제거하였다. 1608년 중시(重試)에 장원으로 급제한 뒤 대사간, 병조참지, 성균관대사성 등의 요직을 거쳤고 광창군(廣昌君)에 봉작된 뒤 예조판서와 대제학 등을 지냈으며 광창부원군(廣昌府原君)으로 진봉되었다. 광해군 즉위 직후부터 그는 왕권에 도전한다고 본 임해군, 진릉군, 영창대군 등을 폐서인해 죽임과 동시에 소북파를 숙청하였고, 1617년(광해군 9) 정인홍 등과 함께 인목대비의 폐모론을 주장하여 이듬해 대비를 폐서인화하여 서궁(西宮)에 유폐하고, 선조의 국구 김제남을 사사시켰다. 그는 임진왜란 때의 공로로 선무원종공신에 녹훈되었고, 광해군 때의 정치활동으로는 정운공신, 익사공신, 형난공신 등에 녹훈되었다.
임진왜란 당시 광릉참봉으로, 일본군이 광릉에 불을 지르자 직접 달려가 세조의 어진과 세조 위패를 손수 불길로부터 구출해냈다. 어머니에 대한 효성과, 아버지 및 계조모의 사망 후 장례식의 지극정성으로 각각 효자 정려가 내려지기도 했다. 인조반정 직후 도피하려다가 광주의 이보현에서 반정군에게 잡혀 사형당했다.

## 생애

### 생애 초기

#### 출생과 가계
충청도(지금의 충청북도) 음성군 삼성면 양덕리에서 태어났다. 둔촌 이집과 이지직의 후손으로, 연산군조의 문신 이극돈(李克墩)의 5대손이며 이극돈의 차남 이세경의 4대손(이이첨의 고조부)으로, 아버지는 이우선(李友善)이고 어머니는 진주인 류유일(柳惟一)의 딸이다. 그의 5대조가 무오사화에 원인을 제공하였다하여 어려서부터 천대와 멸시를 받으며 자랐다. 아버지는 사후에 의정부영의정에 추증되고 광안부원군(廣安府院君)에 추봉되었다.
무오사화와 갑자사화로 폐비 윤씨의 사약을 들고 갔던 이세좌, 이극돈의 동생으로 연산군의 실정을 비판하던 좌의정 이극균 등이 처형당하고, 무오사화 때 살아남은 사림파는 계속 이극돈을 비난했다. 그러나 고조부는 사헌부장령을 지냈고 증조부 이수훈은 교리를 역임하고 증직으로 영의정에 추증되었다. 그러나 이후 가세는 점점 몰락하여, 그의 집안은 어렵게 생활하여 한성에서 충청도 음성군으로 이주해 생활하였다. 오랫동안 가난한 환경에서 학문에 매진하던 그는 임진왜란 때의 의병장이자 남명 조식의 학맥을 계승한 정인홍의 제자가 되어 그의 문하에서 수학했다. 그의 가정은 꽤 어려웠고 그의 아내는 배고픔에 실성해 벽지의 풀을 먹었다는 설도 있다.
1582년(선조 15년) 생원·진사에 합격하고 1593년(선조 26) 광릉 참봉(光陵參奉)을 지냈으며, 어머니에게 효도하여 고향에 효자 정문(旌門)이 세워졌다.

#### 임진왜란 전후
1592년 임진왜란 초기에 광릉참봉으로 재직 중일 때 일본군이 광릉에 방화하였다. 세조의 어진과 위패를 불길로부터 구해냈다. 처음부터 피난하지 않고 의병을 모아 늘 군막에 있었던 그는 일본군이 광릉에 불을 지르자 직접 달려가 세조의 영정(影幀)과 세조의 위패를 품에 안고 나와 화제가 되었다. 1593년 3월 이이첨이 세조의 어진과 위패를 들고 행재소를 찾아오자 선조는 직접 신하들을 거느리고 마중나왔다. 임진왜란 때 일본군의 약탈 방화 외에도 백성들이 불을 질러서 조선의 역대 국왕 어진이 대부분 소실되었다. 이때 집경전참봉 홍여율이 태조의 어진을 직접 구해냈고 이어 광릉 참봉 이이첨이 세조의 영정을 구해냈기에 선조는 직접 그를 영접했다. 이로서 선조의 총애를 얻어 현감에 제수되었다.
이후 현감(縣監)으로 재직 중 1594년(선조 25)에 별시 문과에 을과로 급제하고 전적이 되었다. 곧바로 사가독서(賜暇讀書)하였으며, 이때 아버지와 계조모가 연이어 사망하자 그는 혼절할 정도로 곡을 하고, 의례에 맞춰 장례를 치렀으며, 효행을 인정받아 조정으로부터 정문(旌門)이 세워졌다. 어머니의 상을 당해서도 장례를 극진히 하여 효자의 정문이 세워졌다. 임진왜란 당시 의병을 일으켜 왜적과 싸운 공로로 후일 1604년에 선무원종공신 1등에 책록되었다.

#### 관료 생활 초반
1597년(선조 30) 성균관전적, 병조좌랑을 거쳐 평강현감으로 나갔다. 그 해에 명나라 사신 정응태를 만나 일본과의 화의를 의논한 백유함(白惟咸)을 규탄하여 유배시켰다.
1598년(선조 31) 사간원정언을 거쳐, 황해·평안 순검 해운 어사(黃海平安巡檢海運御史)로서 쇄마 폐단을 일으켰다는 이유를 들어 의주 부윤 황진을 탄핵하였다. 다시 돌아와 1598년 세자시강원에 들어가 사서로서 광해군을 만났다. 그해에 사헌부지평, 세자시강원문학, 홍문관부수찬을 거쳐, 다시 사간원정언이 되었다가 사간원헌납, 부교리, 수찬 등을 지냈다.
1599년(선조 32) 이조 정랑이 되었고, 성균관전적, 문학, 체찰사종사관, 이조정랑을 거쳤다. 이후 여러 벼슬을 거쳐 1608년 중시(重試)에 장원 합격했으며, 이조정랑 등을 지냈다. 선조가 만년에 영창대군을 후계자로 삼으려 할 때, 소북의 영의정 류영경이 이에 찬성하자, 이이첨은 대북의 영수로서 그의 스승인 정인홍과 함께 영경을 탄핵하는 한편 광해군(光海君:東宮)이 적합함을 주장하다가 선조의 노여움을 사서 원배령(遠配令)이 그에게 내려졌었다. 그러나, 선조가 갑자기 죽고 광해군이 즉위하자, 이이첨은 복귀되어 예조 판서와 대제학을 겸임하였고 승진되어 광창군에 피봉되었다. 이후 과거를 주관하게 된 인연으로 허균 등을 조정에 끌어들여 권력의 기틀을 다져 지지 세력을 넓혔다.

### 정치 활동

#### 권력 참취(僭取) 과정
사상적으로는, 남명 조식의 영향을 받아 남명의 제자였던 정인홍의 문하에 출입했으며, 이후 그와 의기투합하여 현실정치에 강경하게 대처하였다. 1608년 선조의 후계자 문제로 대북파와 소북파가 서로 다툴 때에 대북파의 지도자로서 광해군편에 섰다.
선조는 서자 출신에 방계승통의 열등감에 시달리다가 만년에 인목왕후와 재혼하여 적자를 보았다. 선조가 만년에 광해군을 폐세자하고 어린 영창대군을 새로 세자로 세우려 할 때, 소북인 영의정 유영경이 이에 찬성하자, 이이첨은 정인홍과 함께 유영경을 탄핵하였고, 광해군이 세자로 적합함을 주장하였다. 이것이 선조의 노여움을 사서 갑산부 유배 명령을 받았다. 선조는 그를 정인홍과 함께 귀양 보내라는 어명까지 내렸는데, 그해 2월 선조가 별안간 죽고 광해군이 즉위하자 죄가 풀렸다. 광해군의 즉위로 인하여 선조 사후에 인목왕후에게 영창대군을 즉위시키고 섭정할 것을 종용했던 유영경이 처형당하였고 그 일당인 소북이 크게 참화를 입었다.
선조가 음식을 먹다 갑자기 사망할 당시 상궁 김개시 등이 수라를 올리는데 참여했는데, 이 때문에 당시 이이첨이 상궁 김개시 등과 함께 선조를 독살했다는 소문이 퍼졌다. 인조 반정 직후 서인이 광해군의 죄목에 선조 독살을 추가해야 한다는 여론이 나왔지만 서인 내부에서도 터무니없다고 반대하기도 했다.

#### 광해군 등극 이후

##### 소북파 숙청과 집권 초기
1608년 병조정랑으로 복권된 이후 홍문관부교리, 홍문관응교, 사간원사간, 홍문관응교, 사헌부집의, 홍문관전한, 의정부사인 등을 거쳐서 성균관사성(成均館司成)으로 재직 중 중시(重試)에 갑과(甲科) 장원으로 급제하였다. 광해군 즉위 직후 그는 토역론(討逆論)을 주장하여 소북파 유영경 등의 처단을 주장했다.
1608년 광해군 등극 후 이이첨은 왕권에 위협되거나 반대세력인 유영경, 임해군 등을 숙청하였다. 이산해 등과 함께 유영경 일파를 숙청한 공로로 수성결의분충정운공신(輸誠結義奮忠定運定運功臣) 1등에 책록되었다. 1609년(광해군 1) 승정원동부승지가 되었다가 우부승지, 좌부승지에 임명된 뒤 의주부윤으로 발령되었다. 1609년(광해군 1) 임해군 진을 역적으로 규탄, 강화도에 유배보내 위리안치(圍籬安置)한 뒤 사사시켰다. 임해군 숙청에 참여한 공로로 효충분의 익사공신(效忠奮義翼社功臣) 3등에 녹훈되었다.
이후 사간원대사간, 1611년(광해군 3) 홍문관부제학, 이조참의, 병조참지, 대사성 등을 거쳐 광창군(廣昌君)에 피봉되었고 그를 공신으로 책록하자는 추천을 사양했다. 그러나 그의 세력은 광해군 말기 무렵에는 왕권을 위협할 정도로 비대화되어 버렸다.
1611년(광해군 3년) 음력 8월 2일, 그의 외손녀 박씨가 세자빈 정식 간택을 통해 왕세자빈으로 간택되었다. 이와 관련하여 광해군의 특지로 아버지 박자흥에게 6품의 관직이 제수되고, 조부 박승종에게는 숭정대부(崇政大夫), 외조부 이이첨에게는 가선대부(嘉善大夫)가 제수되었다.
이이첨은 광해군이 세자빈을 간택할 때 조국필 등과 함께 박자흥의 딸을 추천하여 선발하게 했다. 그런데 외손녀가 세자빈이 된 뒤 세자빈의 아버지이자 그의 사위인 박자흥과 박자흥의 아버지 박승종은 광해군의 신임을 얻는 한편 유희분 등과 결탁하여 이이첨을 견제했다. 박승종은 이이첨을 평상시 미워하여 유희분과 손잡으면서 소북으로 돌아섰다. 분노한 이이첨은 광해군의 총애를 얻은 김개시와 더 가깝게 지내고, 김개시의 아버지와도 연락하여 가깝게 지낸다. 1612년(광해군 4) 사헌부대사헌 겸 세자우부빈객(兼世子右副賓客)이 되었다.

##### 김직재의 옥사와 칠서의변, 김제남, 영창대군 제거
1612년(광해군 4) 김직재의 옥사를 일으켜 순화군의 양자 진릉군 이태경(晋陵君 李泰慶)을 죽였다. 김직재의 옥사를 다스린 공로로 분충병의결기형난공신(奮忠秉義決幾亨難功臣) 2등에 녹선되었다.
1613년(광해군 5년) 계축옥사를 일으키는데 참여하여 김제남과 영창대군의 죽음에 관여하였다. 서양갑과 박응서 등을 추국하여 인목대비의 아버지 김제남(金悌男)이 영창대군을 왕으로 추대하려 했다고 자백하게 하여 계축옥사(癸丑獄事)를 일으켰다. 이때 일부 유림들은 영창대군의 나이가 어리다는 것을 들어 사형을 반대하는 한편, 그에게 비난을 쏟아냈다. 그해에 그는 숭록대부 행예조판서가 되어 춘추관지사와 동지경연성균관사, 예문관제학, 세자우부빈객을 겸직했다.
정원군의 집에 왕기가 성하다, 인빈 김씨의 묘가 명당이다 하는 소문이 돌자, 1615년(광해군 7) 정원군과 가깝던 신경희가 정원군의 차남 능창군 전을 왕위에 옹립하려 했다는 고변이 들어왔다. 신경희는 능창군 추대 혐의로 의금부에서 국문을 받고 곤장을 맞던 중 장살되었고, 능창군은 강화도로 유배되었다가 위리안치된 뒤 목을 매 자살했다. 이때부터 신경희와 구굉 등은 김유, 이괄, 이귀 등과 손잡고 정변을 계획하며, 남인의 이원익 등을 비밀리에 포섭한다.
1616년 행예조판서로 재직 중 보국숭록대부(輔國崇祿大夫)로 승진했으며, 내섬시 제조, 대제학을 지낸 뒤 1617년 다시 예조판서가 되었다.

#### 인목왕후 유폐사건과 문묘 종사논란 전후
1616년부터 그는 정인홍과 함께 폐모론을 주장하여, 1617년 인목대비의 폐모론을 발의하고 폐모 논의를 주도하였다. 그런데 논의가 진행되면서 허균은 이이첨, 정인홍보다도 더 인목대비 폐모론에 앞장섰다.
조정의 논의 끝에 1618년 인목왕후를 서궁(西宮)에 유폐시켰다. 이 무렵 그의 전횡을 비판하는 성균관 유생들의 상소와 지방 유림들의 상소, 인목대비 폐비 반대가 빗발치기도 했다. 한편 그의 심복 백대형(白大珩)이 서궁으로 몰래 들어가 인목대비 암살을 시도했다가 실패하고 도주했다. 일각에서는 이이첨을 죽여야 한다는 상소가 올라왔다. 이어 광창부원군(廣昌府院君)으로 봉해졌다. 이후 서인과 남인은 입지가 좁아졌고 이들은 연합하여 정변을 기도한다.
1618년 판의금부사, 예조판서, 약방제조, 1619년 대제학을 거쳐 1620년 다시 예조판서가 되었다. 앞서 잠깐 언급했듯이, 그는 광해군의 방조 아래 막강한 세를 구축하였으며, 이 과정에서 반대파로부터 악명을 떨쳐 가고 있었다. 백성들은 그와 함께 유희분, 박승종을 일컬어 삼창(三昌)이라 불렀는데, 이는 세 명의 부원군호(府原君號)에 공통적으로 창(昌) 자가 들어가 있기 때문이었다. 1620년에 예조판서 자리에서 물러난 뒤로는 우찬성이 되었다. 이후 삼정승(우의정, 좌의정, 영의정)에 오를 수 있었지만 사양했다.
1620년 중국 사신을 맞이하는 원접사가 되어 명나라에 다녀왔다. 그러나 이황, 이언적을 문묘에 종사하는 것을 두고, 사상적으로 남명학파인 그가 정인홍과 함께 반대하여 큰 파문을 일으켰다. 이후 1621년부터 이황, 이언적의 문묘종사를 반대한 것과, 폐모론을 주동한 것에 대한 사림의 상소와 유배, 탄핵 등이 계속되었으며, 그의 사후에도 영남 사림을 중심으로 근세에 이르기까지 비판과 지탄의 대상이 되었다.
한편 광해군이 호패법을 다시 도입하려고 하자 그는 이를 반대하여 중단시켰다. 1621년 과거에 급제한 박안제(朴安悌)가 관직에 임용되지 못하였는데 사람들은 그를 의심하였다.

#### 허균과의 갈등 및 허균 제거
1617년 기준격 등은 계속 상소를 올려 허균이 역모를 꾸민다고 공격한다. 1618년 1월 기준격은 계속 상소를 올려 그를 공격했고, 1618년 1월 좌참찬이 된 허균은 자신이 역모와 무관하다며 해명을 한다. 허균은 소북의 영수이자 영의정인 기자헌(奇自獻)과 사이가 좋지 않았고, 허균은 이이첨, 정인홍보다도 더 인목대비 폐모론에 앞장섰는데, 이 때문에 북인 내에서도 폐모에 반대하는 기자헌과 수시로 마찰을 빚었다. 이 일로 기자헌과 사이가 벌어지게 된다. 그런데 폐모에 반대한 기자헌이 귀양에 처해지고 길주로 유배되자, 기자헌의 아들 기준격은 허균이 배후 조종한 것으로 의심, 부친을 구하기 위해 비밀상소를 올리고 “허균이 역모를 꾸몄다”고 주장하면서 파란이 일어난다. 바로 허균도 상소를 올려 자신은 아무 관련이 없음을 변명하였다.
결국 그해 2월 우의정 한효순 등이 2품 이상의 대신들을 이끌고 허균과 기자헌을 추국하고 문제를 종결시킬 것을 청한다. 허균도 자신을 변호하는 맞상소를 올리는데 광해군은 웬일인지 진상을 조사하지 않고 묻어두었다. 그 와중에 허균은 이이첨과 관계가 멀어지게 된다. 광해군이 세자빈을 간택하려 할 때 허균도 자신의 딸을 세자빈으로 만들려 했고 이때부터 허균과의 사이가 틀어졌다. 이 무렵 이이첨의 외손녀인 세자빈이 아들을 낳지 못하자 허균의 딸은 양제(세자의 후궁)로 내정되었다. 허균의 딸은 소훈이 되어 입궐하였다. 허균에 대한 이이첨의 경계는 한층 강화되었고, 그를 제거하기로 기도한다.
그런데 이이첨이 허균을 제거 대상으로 바라보는 중에 광해군 10년(1618) 8월10일 남대문에 “포악한 임금을 치러 하남 대장군인 정아무개가 곧 온다…”는 내용의 벽서가 붙는 사건이 발생한다. 1618년 8월 남대문 격문은 허균의 심복 현응민(玄應旻)이 붙였다고 한다. 이를 계기로 허균을 비롯한 허균의 심복들을 잡아다가 국문 끝에 처형한다.

### 인조 반정과 최후
인조 반정이 일어났을 당시, 광해군이 반정 주도세력을 처음에는 이이첨의 소행이라고 오해할 정도로 그 세는 맹위를 떨쳤으나, 1623년(광해군 15) 3월 13일 서인 이귀, 김자점, 김류, 이괄 등이 능양군과 함께 반란을 모의하고 대궐을 습격한 인조반정의 성공으로, 이이첨은 실각하였고, 가족들을 이끌고 이천을 거쳐 영남지방으로 도망가던 중 광주 이보현(利甫峴)에서 관군에 체포되어 정조, 윤인, 이위경, 이대엽, 이홍엽, 이원엽 등과 함께 철물전(鐵物廛) 앞길에서 참형(사형) 되었다. 향년 64세.
이때 그의 심복으로 알려진 이위경(李偉卿), 정조(鄭造) 3형제, 채겸길(蔡謙吉), 백대형(白大珩), 이정원(李挺元), 박종주(朴宗胄) 등은 모두 붙잡혀 처형당하였고, 그의 심복으로 지목된 16명은 거열을, 64명은 복주(伏誅)되었다. 그밖에 그의 측근으로 지목된 인물들은 의금부와 형조에 투옥되었다가 이듬해 이괄의 난 당시 모두 처형된다. 그의 아들 이원엽, 이홍엽, 이대엽, 사위 박자흥 등도 모두 처형당하여 선대 둔촌 이집으로부터 그의 아들 대까지 10代 동안 한번도 빠짐없이 연이어 대과에 급제한 내력의 그의 가문은 이때 멸문지화를 당했다.

### 사후
이이첨과 정인홍이 처형되어 대북파는 몰락했고, 그는 1910년 대한제국이 멸망할 때까지 악의 화신으로 지탄받았다. 그의 저서와 작품, 문집들은 서인(西人)과 남인계열에 의해 인멸, 유실되거나 소각되었다. 1908년(융희 2년) 그의 스승 정인홍이 복권되면서 재평가 여론이 나타나기 시작했다.

## 가족 관계
이정립과 남인계열로 간 이덕형은 이이첨의 12촌아우였다. 며느리 여주 이씨는 이지완의 딸로, 성호 이익의 당고모이자, 반계 유형원의 이모가 된다.
- 할아버지 : 이범(李範)
- 아버지 : 이우선(李友善)
- 어머니 : 진주 류씨, 류유일(柳惟一)의 딸
- 부인 : 전주이씨, 이극유(李克維)의 딸
  - 아들 : 이원엽(李元燁, 1582년 ~ 1623년)
  - 아들 : 이대엽(李大燁, 1587년 ~ 1623년)
  - 며느리 : 평산 신씨, 신립(申砬)의 딸
  - 아들 : 이홍엽(李弘燁, 1592년 ~ 1623년)
  - 며느리 : 해주 정씨, 오정 정용의 딸
  - 아들 : 이익엽(李益燁, 1594년 ~ 1623년)
  - 며느리 : 여주 이씨, 이지완(李志完)의 딸, 소릉 이상의의 손녀
  - 딸 : 이씨
  - 사위 : 이상항(李商恒)
  - 딸 : 이씨
  - 사위 : 박자흥(朴自興)
    - 외손녀 : 폐빈 박씨, 광해군의 아들 폐세자 이질의 처
- 외할아버지 : 류유일(柳惟一)
- 사돈 : 이창후(李昌後), 사위 이상항의 부

## 관련 작품

### 드라마
- 《회천문》 (MBC, 1986년, 배우:이정길)
- 《서궁》 (KBS, 1995년, 배우:서인석)
- 《천둥소리》 (KBS, 2000년~2001년, 배우:선동혁)
- 《왕의 여자》 (SBS, 2003년~2004년, 배우:임혁)
- 《조선X파일 기찰비록》 (tvN, 2010년, 배우:김주영)
- 《간서치열전》(KBS, 2014년, 배우:이대연)
- 《화정》(MBC, 2015년, 배우:정웅인)
- 《징비록》(KBS1, 2015년, 배우:고세원)
- 《보쌈 - 운명을 훔치다》 (MBN, 2021년, 배우:이재용)

## 평가
인조반정 이전에 이미 사림으로부터는 명나라만을 섬기지 않고 청나라와의 등거리 외교한 점을 시작으로 폐모론을 주도한 점, 광해군으로 하여금 임해군, 능창군, 영창대군을 사사한 것, 이황, 이언적을 문묘에 종사하는 것에 대해 정인홍과 함께 반대했던 사실로 부정적인 여론과 비판의 시각이 존재했다. 이후 인조반정 이후에는 역적으로 매도당해왔으나, 1908년 그의 스승이였던 정인홍이 복권되고, 1980년대 이후 황음무도한 폭군으로 매도되어왔던 광해군의 재평가 조짐이 있으면서 그의 행위 역시 재평가되고 있다. 일방적인 간신, 악당, 악인으로 매도당해왔으나 반대파를 제거하여 임진왜란 후 전란 수습을 위해 현실정치에 강경하게 대응하여 광해군의 왕권을 강화하려는 행동으로 해석되고 있다.

## 기타
인조반정이후 서인이나 남인에서 그를 천성적으로 일방적인 악인으로 매도한 것과는 다르게, 이이첨은 스스로 자신의 한계를 인정하고, 자신이 편향된 시각도 있었음을 인정하기도 했다.
| “ | 남 통판 부용천 송별시 / 남이흥 통판의 용천 부임 송별시 내 성품은 편벽됨이 많은데, 그대의 재질은 유독 높이 뛰어났네 성(城)을 지킴에는 큰 절개를 함께 기약하였기로. 부를 나누는 데는 번거로움을 덜었네 후일을 기다려 서주가 감화됨을 볼 수 있을 것이니 어찌 북쪽 오랑캐의 교만을 근심하리요. ...이하 중략... | ” |

의주부윤으로 재직 중 의주판관에서 용천으로 전근가는 남이흥에게 써준 시 한수는 남이흥이 보존하고 있다가 후손들에게 전하였다.

### 한음 이덕형과의 관계
오성과 한음으로 유명한 한음 이덕형은 그의 친족으로, 이덕형은 이극균의 5대손이고, 이이첨은 이극돈의 5대손이다. 그리고 이극돈이 이극균의 친형으로써, 이들 형제는 각각 이인손의 넷째 아들과 다섯째 아들이었다.

### 신경진과의 관계
신립의 딸과 결혼한 아들 이대엽을 통해 인조반정 때의 신경진, 신경희 등과는 처남매부지간이다.